# Baron Seaton

John Colborne, 1. Baron Seaton

Baron Seaton, of Seaton in the County of Devon, ist ein erblicher britischer Adelstitel in der Peerage of the United Kingdom.

## Verleihung
Der Titel wurde am 14. Dezember 1839 für den britischen General Feldmarschall und Kolonialverwalter Sir John Colborne geschaffen.
Sein Enkel, der 3. Baron, ergänzte 1917 als Generalerbe seines Schwiegervaters Sir Francis Fuller-Eliott-Drake, 2. Baronet, of Nutwell Court († 1916), seinen Familiennamen mit königlicher Erlaubnis zu Eliott-Drake-Colborne. Da er kinderlos blieb beerbte ihn 1933 sein Bruder als 4. Baron. Dieser hatte 1927 nach seinem Schwiegervater Sir Arthur Vivian († 1926) seinen Familiennamen zu Colborne-Vivian ergänzt. Als auch er am 12. März 1955 kinderlos starb, erlosch der Titel.

## Liste der Barone Seaton (1839)
- John Colborne, 1. Baron Seaton (1778–1863)
- James Colborne, 2. Baron Seaton (1816–1888)
- John Eliott-Drake-Colborne, 3. Baron Seaton (1854–1933)
- James Colborne-Vivian, 4. Baron Seaton (1863–1955)